# Definición de software libre

Logo de la Fundación para el software libre.

La definición de software libre, escrita por Richard Stallman y publicada por la Free Software Foundation (Fundación por el Software Libre o FSF), define al software libre como un asunto de libertad, no de precio. El término software libre en inglés es free software, lo que crea confusión entre algunos usuarios pues la palabra free significa tanto libre como gratuito en inglés y la FSF enfatiza que el término free (libre) se usa en su acepción de libertad, como en "libertad de expresión" ("free speech") y no en términos de gratuidad como en "cerveza gratis" ("free beer"). La primera edición conocida de la definición es la publicada en febrero de 1986 por el ahora descontinuado boletín de GNU, editado por la FSF. La fuente ortodoxa del documento, se encuentra en la sección "Filosofía" del sitio web del proyecto GNU. Hasta noviembre de 2009, está publicada en 39 idiomas. La FSF publica una lista de licencias que cumplen con esta definición.

## Definición
La definición publicada por la FSF en febrero de 1986 tenía dos puntos:

The word "free" in our name does not refer to price; it sometimes refers to freedom.  First, the freedom to copy a program and redistribute it to your neighbors, so that they can use it as well as you.  Second, the freedom to change a program, so that you can control it instead of it controlling you; for this, the source code must be made available to you.
Free Software Foundation, 1986

En español:

La palabra "libre" en nuestro nombre no se refiere al precio; se refiere a la libertad. Primero, a la libertad de copiar y redistribuir un programa a tus vecinos, para que ellos al igual que tu, lo puedan usar también. Segundo, a la libertad de cambiar un programa, así podrás controlarlo en lugar que el programa te controle a ti; para esto, el código fuente tiene que estar disponible para ti.
Free Software Foundation, 1986

La definición moderna tiene cuatro puntos, los cuales se enumeran del cero al tres. Lo que define al software libre, lo tenga o no el que recibe dicho software, es:
1. La libertad de ejecutar el programa, para cualquier propósito (libertad 0).
2. La libertad de estudiar cómo trabaja el programa, y cambiarlo para que haga lo que usted quiera (libertad 1). El acceso al código fuente es una condición necesaria para ello.
3. La libertad de redistribuir copias para que pueda ayudar al prójimo (libertad 2).
4. La libertad de mejorar el programa y publicar sus mejoras, y versiones modificadas en general, para que se beneficie toda la comunidad (libertad 3). El acceso al código fuente es una condición necesaria.

Es necesario enfatizar que "el acceso al código fuente es una condición necesaria en las libertades 1 y 3.

## Definiciones posteriores
En julio de 1997, Bruce Perens publicó las Directrices de software libre de Debian. Éstas también fueron utilizadas por la Open Source Initiative (OSI) bajo el nombre "La Definición de Código Abierto", la única diferencia fue el cambio del término "software libre" por el término alternativo de la OSI "software de código abierto".

## La Definición de Software Libre contra la definición de Código Abierto
A pesar de la fundamental diferencia filosófica entre el movimiento por el software libre y el movimiento por el código abierto, las definiciones oficiales de software libre de la FSF y la de software de código abierto de la OSI básicamente expresan las mismas licencias de software, con algunas excepciones menores. Mientras enfatizan las diferencias filosóficas, la FSF comenta:

The term “open source” software is used by some people to mean more or less the same category as free software. It is not exactly the same class of software: they accept some licenses that we consider too restrictive, and there are free software licenses they have not accepted. However, the differences in extension of the category are small: nearly all free software is open source, and nearly all open source software is free.

We prefer the term “free software” because it refers to freedom—something that the term “open source“ does not do.
Free Software Foundation

En español:

Mucha gente utiliza la expresión software de «código abierto» para referirse, más o menos, a la misma categoría a la que pertenece el software libre. Sin embargo, no son exactamente el mismo tipo de software: ellos aceptan algunas licencias que nosotros consideramos demasiado restrictivas, y hay licencias de software libre que ellos no han aceptado. Sin embargo, las diferencias entre lo que abarcan ambas categorías son pocas: casi todo el software libre es de código abierto, y casi todo el software de código abierto es libre.

Nosotros preferimos la expresión «software libre» porque se refiere a libertad, algo que la expresión «código abierto» no hace.
Free Software Foundation